# Mazda 929
Mazda 929 är en personbil som tillverkades av den japanska biltillverkaren Mazda i sju generationer mellan 1966 och 1997. På hemmamarknaden kallades generation ett till fem Mazda Luce, därefter ersattes den av Mazda Sentia.

## Mazda Luce 1500/1800
1965 visade Mazda upp en konceptbil till en större familjebil kallad Mazda Luce 1500. Bilen var ritad av Bertone och började produceras året därpå med endast lätta modifieringar av formgivningen. Det var en konventionell bakhjulsdriven sedan med en fyrcylindrig 1,5-litersmotor. 1968 tillkom en kombimodell och en större motor.
Den första generationen Mazda Luce bar aldrig beteckningen 929 utan exporterades under namnet Mazda 1500 eller Mazda 1800, beroende på motorstorlek.
Versioner:
| Modell | Motor                | Cylindervolym | Effekt | Bränslesystem   |
| ------ | -------------------- | ------------- | ------ | --------------- |
| 1500   | 4-cyl radmotor SOHC  | 1490 cm³      | 70 hk  | Enkel förgasare |
| 1800   | 4-cyl radmotor SOHC  | 1796 cm³      | 89 hk  | Enkel förgasare |
| R130   | 2-skivig wankelmotor | 1310 cm³      | 125 hk | Enkel förgasare |

### Mazda Luce R130

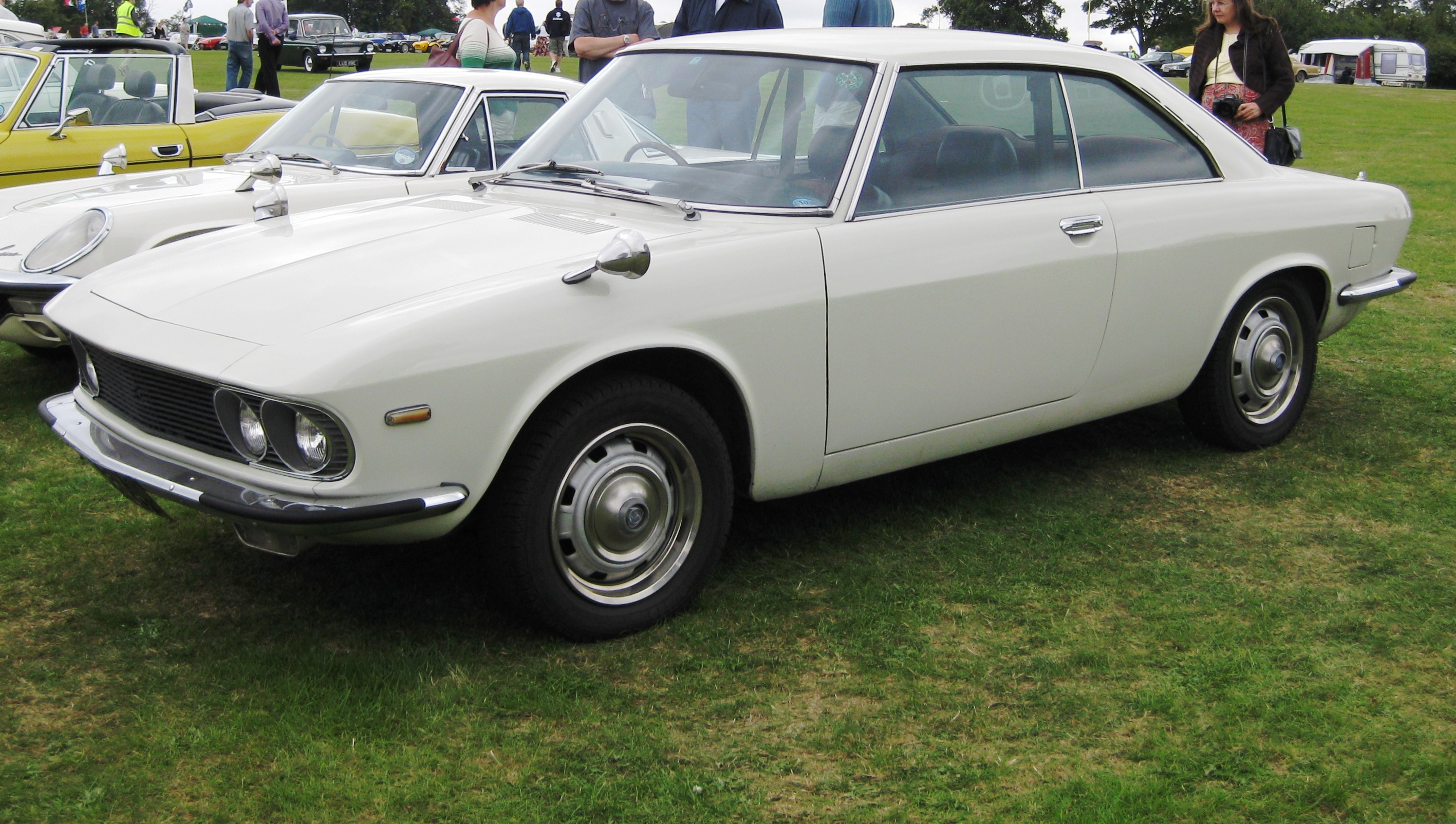
Mazda Luce R130

1969 introducerades en coupé med Mazdas wankelmotor. Modellen kallades Mazda Luce R130 eller Mazda Luce Rotary Coupé. Den hade en större kaross än familjebilarna med längre hjulbas, men skillnaderna var större än så då coupén dessutom var framhjulsdriven. Mindre än 1000 exemplar byggdes fram till 1972.

## Mazda 929 LA2
Den andra generationen Luce såldes på export under namnet Mazda 929. Utbudet av karosser var omfattade med sedan, coupé och kombi. En större ansiktslyftning av modellen genomfördes 1975.
Versioner:
| Modell | Motor                | Cylindervolym | Effekt | Bränslesystem   |
| ------ | -------------------- | ------------- | ------ | --------------- |
| 1800   | 4-cyl radmotor SOHC  | 1769 cm³      | 83 hk  | Enkel förgasare |
| 2000   | 4-cyl radmotor SOHC  | 1970 cm³      | 90 hk  | Enkel förgasare |
| RX-4   | 2-skivig wankelmotor | 1308 cm³      | 135 hk | Enkel förgasare |

### Mazda RX-4

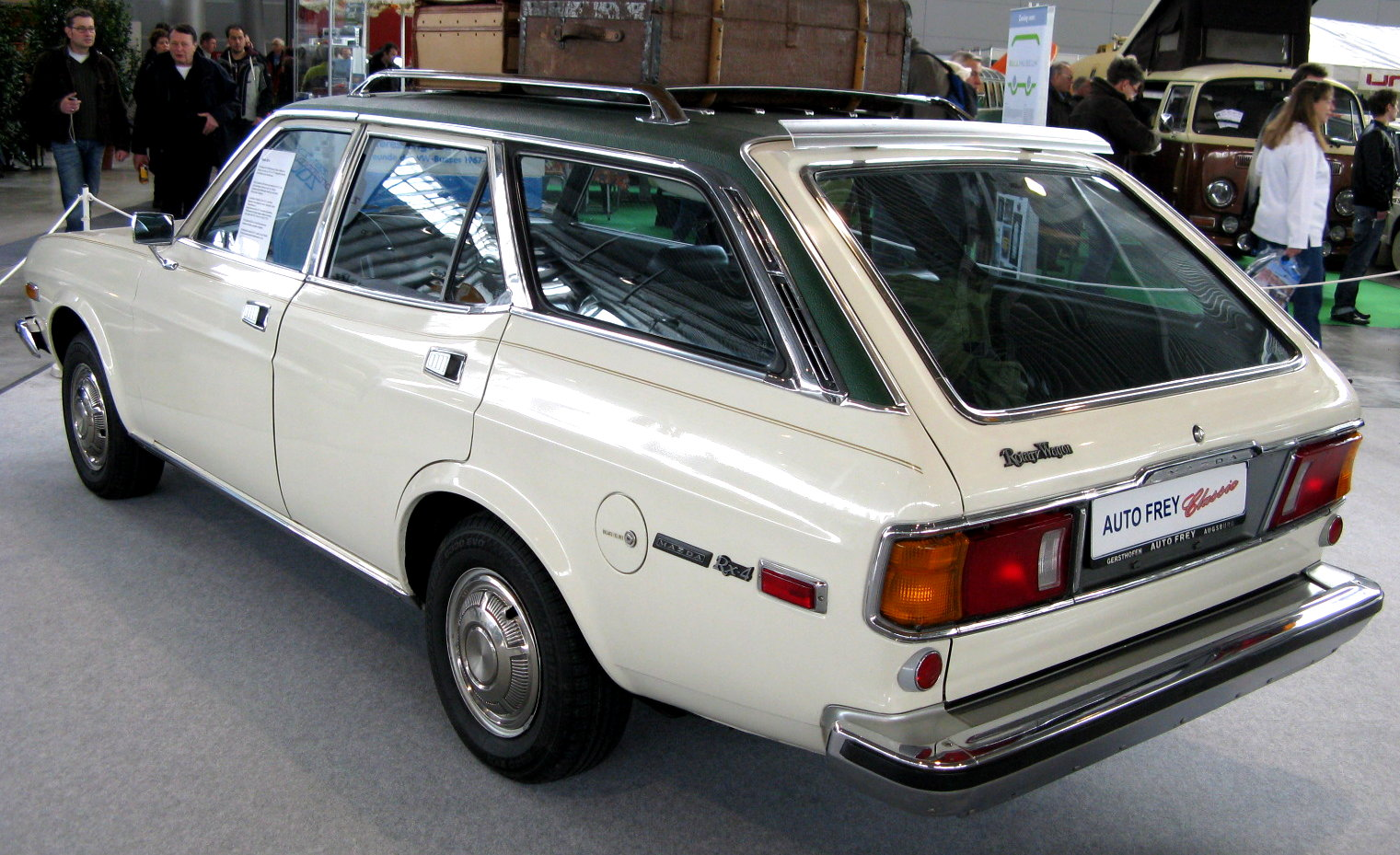
Mazda RX-4 Rotary Wagon

Alla karossvarianter fanns även med wankelmotor. Modellen kallades Mazda Luce Rotary på hemmaplan men såldes som Mazda RX-4 på de flesta exportmarknader. Modellen marknadsfördes som ett lyxigare och sportigare alternativ till den vanliga 929:an.

## Mazda 929 LA4
Den tredje generationen av den stora Mazdan kallades Luce Legato på hemmamarknaden. På exportmarknaderna benämndes den 929L. Coupé-modellen hade nu utgått ur programmet. Bilens formgivning var klart USA-inspirerad med fyra vertikalt placerade strålkastare och en stor kylargrill. Redan efter två år uppdaterades modellen med en mer neutral front.
Eftersom efterträdarna inte kom med kombikaross fortsatte tillverkningen av kombimodellen fram till 1988.
Versioner:
| Modell | Motor                | Cylindervolym | Effekt | Bränslesystem   |
| ------ | -------------------- | ------------- | ------ | --------------- |
| 1800   | 4-cyl radmotor SOHC  | 1769 cm³      | 83 hk  | Enkel förgasare |
| 2000   | 4-cyl radmotor SOHC  | 1970 cm³      | 90 hk  | Enkel förgasare |
| Diesel | 4-cyl radmotor SOHC  | 2210 cm³      | 66 hk  | Dieselmotor     |
| Rotary | 2-skivig wankelmotor | 1308 cm³      | 135 hk | Enkel förgasare |

## Mazda 929 HB
Mazda 929 HB delade bilplattform med Cosmo-modellen och på många exportmarknader såldes Cosmon som Mazda 929 Coupé. 
Versioner:
| Modell   | Motor                | Cylindervolym | Effekt | Bränslesystem      |
| -------- | -------------------- | ------------- | ------ | ------------------ |
| 2000     | 4-cyl radmotor SOHC  | 1998 cm³      | 101 hk | Enkel förgasare    |
| 2000 EGI | 4-cyl radmotor SOHC  | 1998 cm³      | 118 hk | Bränsleinsprutning |
| Diesel   | 4-cyl radmotor SOHC  | 2210 cm³      | 66 hk  | Enkel förkammare   |
| Rotary   | 2-skivig wankelmotor | 1308 cm³      | 135 hk | Enkel förgasare    |

## Mazda 929 HC
Den sista generationen Mazda Luce växte till sig rejält och blev den första Mazdan som erbjöds med sexcylindrig motor. Den konkurrerade nu med större bilar som Nissan Cedric och Toyota Crown. Rotary-modellen fanns kvar på hemmamarknaden, nu med turboladdning, men HC-modellen blev den sista stora Mazdan med wankelmotor. Det blev också den sista 929:an som såldes i Sverige.
Versioner:
| Modell        | Motor                | Cylindervolym | Effekt | Bränslesystem             |
| ------------- | -------------------- | ------------- | ------ | ------------------------- |
| 2000          | 4-cyl radmotor SOHC  | 1998 cm³      | 101 hk | Enkel förgasare           |
| 2200 EGI      | 4-cyl radmotor SOHC  | 2184 cm³      | 127 hk | Bränsleinsprutning        |
| V6 2000 EGI   | 6-cyl V-motor SOHC   | 1997 cm³      | 110 hk | Bränsleinsprutning        |
| V6 2000 Turbo | 6-cyl V-motor SOHC   | 1997 cm³      | 150 hk | Bränsleinsprutning, turbo |
| V6 3000 EGI   | 6-cyl V-motor SOHC   | 2954 cm³      | 160 hk | Bränsleinsprutning        |
| V6 3000 24v   | 6-cyl V-motor DOHC   | 2954 cm³      | 190 hk | Bränsleinsprutning        |
| Rotary Turbo  | 2-skivig wankelmotor | 1308 cm³      | 160 hk | Bränsleinsprutning, turbo |

## Mazda 929 HD
1991 ersattes Luce-modellen av Mazda Sentia men den nya modellen såldes fortfarande under namnet Mazda 929 på många exportmarknader. Bilen såldes även under Ẽfini-namnet. Modellen erbjöds bland annat med fyrhjulsstyrning. 
Versioner:
| Modell | Motor              | Cylindervolym | Effekt | Bränslesystem      |
| ------ | ------------------ | ------------- | ------ | ------------------ |
| 2500   | 6-cyl V-motor DOHC | 2494 cm³      | 160 hk | Bränsleinsprutning |
| 3000   | 6-cyl V-motor DOHC | 2954 cm³      | 200 hk | Bränsleinsprutning |

## Mazda 929 HE
HE-versionen var egentligen en uppgradering av företrädaren och förändringarna begränsades till en uppdaterad kaross. Exporten under 929-namnet var begränsad till ett fåtal länder och upphörde 1997. Försäljningen av Mazda Sentia fortsatte i Japan ytterligare ett par år och när tillverkningen avslutades försvann den sista stora bakhjulsdrivna Mazdan.
Versioner:
| Modell   | Motor              | Cylindervolym | Effekt | Bränslesystem      |
| -------- | ------------------ | ------------- | ------ | ------------------ |
| 3000     | 6-cyl V-motor SOHC | 2954 cm³      | 160 hk | Bränsleinsprutning |
| 3000 24v | 6-cyl V-motor DOHC | 2954 cm³      | 200 hk | Bränsleinsprutning |